# Consalvo Sanesi
Consalvo Sanesi (Terranuova Bracciolini, 28 marzo 1911 – Milano, 28 luglio 1998) è stato un pilota automobilistico italiano a cavallo della seconda guerra mondiale.
Nel 1939, in coppia con Ercole Boratto, vinse la Litoranea Libica (da Tobruk a Tripoli) al volante di un'Alfa Romeo; sempre per l'Alfa ha poi disputato 5 Gran Premi di Formula 1 nelle stagioni 1950 e 1951 ottenendo come miglior risultato un 4º posto al Gran Premio di Svizzera 1951. Ha continuato poi la carriera nelle gare di regolarità riservate a vetture sport, abbandonando poi le competizioni in seguito a un brutto incidente occorsogli durante la 12 Ore di Sebring del 1964.

## Biografia
Nato a Terranuova Bracciolini, da una famiglia modesta, a 17 anni fu colpito dalla passione per le corse: grazie alla conoscenza di Gastone Brilli-Peri, toscano anche lui nativo di Montevarchi e vincitore del Gran Premio d'Italia e del Campionato mondiale costruttori 1925, riuscì a farsi assumere da Vittorio Jano al Portello, nel reparto corse Alfa Romeo, come semplice meccanico. 
Nel 1929 gli si presentò la grande occasione di seguire le corse, e nel 1933 divenne collaudatore. Lavorò vicino ai più famosi piloti del suo tempo, primo fra tutti Giuseppe Campari, che lo affinò in questa sua dote, già innata. Dall'Alfa Romeo non volle mai separarsi, rifiutando di trasferirsi a Modena, per seguire le attività sportive dell'Alfa Romeo, allora affidate alla Scuderia Ferrari coordinata, ai tempi, da Enzo Ferrari: rimase dunque a Milano, al Portello, prima sotto il grande Attilio Marinoni e poi con Giovanni Battista Guidotti. Tra quest'ultimo e Sanesi non corse mai buon sangue: Guidotti ne “invidiava” infatti la sua abilità non tanto di collaudatore quanto di pilota, che Consalvo poté finalmente esaudire con la nascita dell'Alfa Corse, voluta dal direttore generale Ugo Gobbato, insoddisfatto della Scuderia Ferrari, che lo mise sulle monoposto 158 progettate, a Modena, da Colombo e Massimino. Era il 1939. Quell'anno arrivò la prima vittoria ufficiale: in coppia con Ercole Boratto, autista di Mussolini, sulla 6C 2500 SS Corsa vinse la Tobruk-Tripoli, una cavalcata di ben 1200 km sulla bellissima superstrada africana costruita poco prima dagli italiani che proseguiva poi fino a Bengasi (via Balbia, oltre 1800 km).
Con l'arrivo del secondo conflitto mondiale, tutte le attività furono sospese ed il reparto esperienze Alfa Romeo (ESPE) fu trasferito a Orta San Giulio, in Piemonte, vicino a Novara, per sfuggire alle razzie tedesche e ai bombardamenti alleati, che distrussero il Portello nel '43, mentre le vetture da corsa 158 furono “murate” in un garage ben nascosto a Melzo (e ad Abbiategrasso, presso lo stabilimento del cavaliere Castoldi) e recuperate alla fine della guerra dallo stesso Sanesi che con un camion le trainò letteralmente fino al Portello attraversando una Milano semidistrutta. 
Dal 1946 Sanesi entrò finalmente come pilota ufficiale nella squadra Alfa Romeo insieme a Nino Farina, Achille Varzi e Carlo Felice Trossi pur restando capo collaudatore. Le 158 furono aggiornate, potenziate e migliorate consentendo all'Alfa di vincere due Campionati del Mondo di Formula 1, nel 1950 con Farina e nel '51 con Juan Manuel Fangio (con la 159) e fecero conquistare allo stesso Sanesi importanti piazzamenti. Partecipò a varie Mille Miglia con Augusto Zanardi e Fangio, non riuscendo mai a raggiungere per problemi meccanici e tanta sfortuna il meritato successo. 
Nel 1946 si aggiudicò il terzo gradino del podio al Gran Premio di Milano, mentre nel 1947 ci furono un secondo posto a Bari e un terzo piazzamento nel Gran Premio d'Italia al Parco Sempione, dopo essersi aggiudicato la pole position. Nel 1948 invece arrivò secondo nel Gran Premio di Francia. “Pè de piomb” (piede di piombo), era il soprannome attribuitogli da Eugenio Castellotti, alludendo alla pesantezza del suo piede destro sul pedale dell'acceleratore. Quell'anno arrivò anche una timida partecipazione alla Mille Miglia non riuscendo a classificarsi. L'anno successivo ci riprovò alla Mille Miglia, arrivando secondo nella sua classe. 
Con la nascita del Campionato del Mondo di Formula 1 nel 1950, partecipò con l'Alfa Romeo 158 al Gran Premio d'Italia ritirandosi, vincendo però la Coppa Intereuropa per vetture sportive a Monza con una Alfa Romeo 6C, ma non classificandosi di nuovo alla Mille Miglia. Nel 1951 tornò di nuovo a correre in Formula 1, con l'Alfa Romeo 159, arrivando quarto in Svizzera. In Belgio arrivò un ritiro, per un problema al radiatore, mentre in Francia si piazzò decimo e in Gran Bretagna sesto. Sanesi concluse il mondiale al dodicesimo posto con tre punti. 
Arrivò sesto nella sua classe alla Mille Miglia edizione 1952, mentre l'anno dopo fu costretto al ritiro per un incidente. Nel 1953, il pilota aretino partecipò anche alla 24 Ore di Le Mans, piazzandosi al 36º posto insieme a Piero Carini. Nel 1954 arrivò primo nella classe “Tourismo Europeo” alla Carrera Panamericana insieme a Giuseppe Cagna con una Alfa Romeo 1900 TI. La carriera di Sanesi si fermò qualche mese per un brutto incidente subito alla guida della Disco Volante. Ritornato al volante nel 1955, arrivò secondo alla Vermicino-Rocca di Papa sempre con una 1900 Alfa, ma non si classificò nella Mille Miglia del 1956. 
Sanesi fu anche protagonista di molti incidenti, da cui riuscì sempre a venirne fuori, anche se malconcio. Purtroppo l'episodio a Sebring nel 1964 fu fatale per la carriera del pilota toscano. La sua Giulia TZ, uscendo dai box, fu centrata da un'altra automobile e prese fuoco. Solo grazie all'intervento del pilota Chauncey Maggiacomo e di uno spettatore, che scavalcò le recinzioni, riuscì a salvarsi, venendo estratto dalla vettura in fiamme. La sua carriera di pilota si concluse lì: il suo volto fu segnato per sempre dalle ustioni; le sue mani, anche (proprio per questo motivo, poiché da quel giorno non fu più in grado di impugnare volanti con corone troppo spesse, tutte le Alfa Romeo da lui deliberate come capo collaudatore, dalla 1900 alle Alfetta, avevano la corona del volante piuttosto snella) e si dovette abituare a vivere con una calotta di metallo sulla nuca. 
Il nome di Consalvo Sanesi è anche conosciuto agli appassionati per la insolita sfida che lo vide protagonista con il mitico treno Settebello. Era il 1961 quando la rivista Quattroruote organizzò una competizione tra l'Alfa Giulietta Spider Veloce, guidata dal pilota toscano, ed il treno, fiore all'occhiello delle Ferrovie dello Stato, sul percorso Milano–Roma. L’auto di Sanesi partì da piazza del Duomo, mentre il Settebello dalla Stazione Centrale. Dopo 5 ore e 59 minuti l'Alfa di Sanesi fece il suo ingresso vittorioso in via Veneto a Roma, precedendo il Settebello, che arrivò alla Stazione Termini ben 38 minuti dopo. Per capire la reale portata dell'impresa del pilota toscano, è necessario precisare che in quegli anni l'Autostrada del Sole arrivava solo fino a Firenze: il resto del percorso fino alla capitale era rappresentato da strade statali. Inoltre Sanesi riuscì a trionfare nonostante un errore di percorso e la foratura di uno pneumatico. 
Come tanti uomini dell’Alfa, abitava in Corso Sempione, a poche centinaia di metri dal Portello. Fu una figura simbolo dell'Alfa Romeo: Sanesi, al di là delle corse, fu colui che deliberò tutte le vetture Alfa Romeo prodotte nel dopoguerra, quelle che decretarono il vero risorgimento dell'Alfa, e i suoi giudizi erano quasi “legge” per la produzione e soprattutto per i progettisti, di cui godeva piena fiducia. Un personaggio così tecnicamente e validamente completo ed esperto come collaudatore, pilota, meccanico non poteva non attirare le mire anche di Enzo Ferrari che sin dagli anni '50, uscita l’Alfa dalle corse e ben conoscendo la intima passione di Sanesi, non mancò ripetutamente di lusingarlo per assumerlo in Ferrari come pilota ufficiale. In casa Sanesi ci furono mesi di dubbi, di litigi, di parole, di notti insonni, di scambi epistolari, di colloqui, di lusinghe. Ma prevalsero l'amore e la fedeltà all'Alfa Romeo più che i suggerimenti della famiglia, stanca delle sue battaglie nelle piste e negli ospedali di mezzo mondo. Insomma, pur a malincuore, rifiutò l'offerta e la disponibilità di Ferrari che gli avrebbe addirittura triplicato lo stipendio (proposta che fatta da Ferrari ha del clamoroso) e offerto in comodato un appartamento a Modena. Le lettere di Ferrari ancora conservate confermano il determinato interesse di Ferrari e i tentennamenti emotivi di Sanesi. Insieme a Bruno Bonini, faceva parte dei “magnifici sette”, i sette collaudatori mitici dell'Alfa Romeo (Sanesi, Moroni, Bonini, Galvan, Brignoli, Distani e Zanardi) che hanno contribuito alla nascita del culto delle auto del Biscione. Sanesi, una figura semplice, schiva e minuta ma ancora così viva nel cuore degli alfisti di ogni età.

## Risultati

### Risultati in Formula 1
| 1950 | Scuderia   | Vettura |  |  |  |  |  |  |     |  | Punti | Pos. |
| ---- | ---------- | ------- |  |  |  |  |  |  | --- |  | ----- | ---- |
| 1950 | Alfa Romeo | 158     |  |  |  |  |  |  | Rit |  | 0     |      |

| 1951 | Scuderia   | Vettura |   |  |     |    |   |  |  |  | Punti | Pos. |
| ---- | ---------- | ------- | - |  | --- | -- | - |  |  |  | ----- | ---- |
| 1951 | Alfa Romeo | 159     | 4 |  | Rit | 10 | 6 |  |  |  | 3     | 12º  |

| Legenda | 1º posto     | 2º posto | 3º posto    | A punti         | Senza punti/Non class.  | Grassetto – Pole position Corsivo – Giro più veloce |
| Legenda | Squalificato | Ritirato | Non partito | Non qualificato | Solo prove/Terzo pilota | Grassetto – Pole position Corsivo – Giro più veloce |

### Risultati nei Gran Premi di automobilismo
| 1946    | Scuderia   | Vettura        | FRA | SVI | ITA |     |     | Posizione |
| ------- | ---------- | -------------- | --- | --- | --- | --- | --- | --------- |
| 1946    | Alfa Corse | Alfa Romeo 158 |     |     | Rit |     |     | -         |
| 1947    | Scuderia   | Vettura        | SVI | BEL | ITA | FRA |     | Posizione |
| 1947    | Alfa Corse | Alfa Romeo 158 |     | Rit | 3   |     |     | -         |
| 1948    | Scuderia   | Vettura        | MON | SVI | FRA | ITA | GBR | Posizione |
| 1948    | Alfa Corse | Alfa Romeo 158 |     | 4   | 2   | Rit |     | -         |
| Legenda |            |                |     |     |     |     |     |           |

### Risultati alla 24 Ore di Le Mans
| Anno | Classe | N° | Gomme | Vettura                                  | Squadra    | Co-piloti    | Giri | Pos. Assol. | Pos. di Classe |
| ---- | ------ | -- | ----- | ---------------------------------------- | ---------- | ------------ | ---- | ----------- | -------------- |
| 1953 | S 5.0  | 21 | P     | Alfa Romeo 6C/3000 CM Alfa Romeo 3.5L I6 | Alfa Corse | Piero Carini | 125  | Rit         | Rit            |

### Risultati alla Mille Miglia
| Anno    | Scuderia       | Costruttore | Vettura                                    | Numero | Categoria    | Classe     | Co-Pilota             | Risultato di classe | Risultato assoluto |
| ------- | -------------- | ----------- | ------------------------------------------ | ------ | ------------ | ---------- | --------------------- | ------------------- | ------------------ |
| 1940    | Alfa Corse     | Alfa Romeo  | Alfa Romeo 6C 2500 tipo 256 Spider Touring | 82     | ?            | 3.0        | Carlo Maria Pintacuda | 3°                  | 7°                 |
| 1948    | Pilota privato | Alfa Romeo  | Alfa Romeo 6C 2500 Competizione Berlinetta | 1047   | Sport        | S 2./+ 2.0 | Giulio Sala           | Rit                 | Rit                |
| 1949    | Pilota privato | Alfa Romeo  | Alfa Romeo 6C 2500 Freccia d'Oro           | 346    | Turismo      | T +1.1     | Franco Venturi        | 2°                  | 12°                |
| 1950    | Pilota privato | Alfa Romeo  | Alfa Romeo 6C 3000C50 Berlinetta           | 740    | Sport        | S +2.0     | Giovanni Bianchi      | Rit                 | Rit                |
| 1952    | Pilota privato | Alfa Romeo  | Alfa Romeo 1900 Sprint Coupé Touring       | 425    | Gran Turismo | GT 2.0     | Giuseppe Griffini     | 7°                  | 18°                |
| 1953    | Alfa Romeo     | Alfa Romeo  | Alfa Romeo 6C 3000 Competizione Maggiorata | 631    | Sport        | S +2.0     | Giuseppe Cagna        | Rit                 | Rit                |
| 1954    | Pilota privato | Alfa Romeo  | Alfa Romeo 1900 TI                         | 457    | Sport        | S 2.0      | Giuseppe Cagna        | 9°                  | 52°                |
| 1956    | Pilota privato | Alfa Romeo  | Alfa Romeo Giulietta Spider                | 425    | Sport        | S 1.5      |                       | Rit                 | Rit                |
| Legenda |                |             |                                            |        |              |            |                       |                     |                    |